# Paris-Roubaix 2015
Paris-Roubaix 2015 a fost ediția a 113-a cursei clasice de ciclism Paris-Roubaix, cursă de o zi. S-a desfășurat pe data de 12 aprilie 2015 și a făcut parte din calendarul UCI World Tour 2015. Cursa a avut startul la Paris și s-a încheiat la Roubaix. Cursa a fost câștigată de John Degenkolb la sprint în fața lui Zdeněk Štybar și Greg Van Avermaet. Degenkolb a devenit doar al doilea german care a câștigat cursa, după victoria lui Josef Fischers la prima ediție cu 119 ani în urmă.

## Echipe
Toate cele 17 echipe din UCI WorldTeams au fost invitate în mod automat și au fost obligate să participe la cursă. Opt echipe au primit wild card-uri.

### Echipe UCI World
| - Ag2r-La Mondiale - Astana - BMC Racing Team - Etixx–Quick-Step - FDJ - IAM Cycling - Lampre-Merida - Lotto Soudal - Movistar | - Orica–GreenEDGE - Cannondale–Garmin - Team Giant–Alpecin - Team Katusha - LottoNL–Jumbo - Team Sky - Tinkoff–Saxo - Trek Factory Racing |  |

### Echipe continentale profesioniste UCI
| - Bora-Argon 18 - Bretagne–Séché Environnement - Cofidis - MTN-Qhubeka | - Team Europcar - Topsport Vlaanderen–Baloise - UnitedHealthcare - Wanty–Groupe Gobert |  |

## Rezultate
| Loc | Concurent          | Echipă             | Timp      |
| --- | ------------------ | ------------------ | --------- |
| 1   | John Degenkolb     | Team Giant–Alpecin | 5h 49'51" |
| 2   | Zdeněk Štybar      | Etixx–Quick-Step   | +0"       |
| 3   | Greg Van Avermaet  | BMC Racing Team    | +0"       |
| 4   | Lars Boom          | Astana             | +0"       |
| 5   | Martin Elmiger     | IAM Cycling        | +0"       |
| 6   | Jens Keukeleire    | Orica–GreenEDGE    | +0"       |
| 7   | Yves Lampaert      | Etixx–Quick-Step   | +0"       |
| 8   | Luke Rowe          | Team Sky           | +0"       |
| 9   | Jens Debusschere   | Lotto Soudal       | +0"       |
| 10  | Alexander Kristoff | Team Katusha       | +0"       |

## Legături externe
- fr Site web oficial
- Paris-Roubaix 2015 – ProCyclingStats